# Upgraded Solid Rocket Motor
Upgraded Solid Rocket Motor, USRM – rakieta wspomagająca rakietę Titan IVB. Zastąpiła ona dopalacze UA1207.